# Victoria Abril
Victoria Abril, född Mérida Rojas 4 juli 1959 i Madrid, är en spansk skådespelerska och sångerska. Hon är bosatt i Frankrike sedan 1982.

## Filmografi (filmer som haft svensk premiär)
- 1982 - Bikupan - Julita
- 1983 - Månen i rännstenen - Bella
- 1985 - Herrgårdarna i Ulloa - Nucha/Manolita som ung
- 1987 - Fly för livet - Consuelo
- 1990 - Bind mig, älska mig! - Marina Osorio
- 1990 - Gryningens ryttare - Marian
- 1991 - Fattiga riddare - Juliette
- 1991 - Höga klackar - Rebeca Giner
- 1993 - Kika - Andrea Caracortada/Ärransiktet
- 1994 - Jimmy Hollywood - Lorraine de la Peña
- 1995 - Kvinna i slips - Loli
- 2000 - 101 Reykjavík - Lola Milagros
- 2001 - Från himlen intet nytt - Lola Nevado

## Utmärkelser
- 1985 - Sant Jordi Awards - Sant Jordi - Bästa spanska kvinnliga skådespelare för On the Line
- 1986 - ADIRCAE Award - Bästa framförare för Padre nuestro
- 1986 - Fotogramas de Plata - Bästa kvinnliga filmskådespelare för L' Addition, La Hora bruja och Padre nuestro
- 1987 - San Sebastián International Film Festival - Prize San Sebastián - Bästa kvinnliga skådespelare för Fly för livet
- 1988 - ADIRCAE Award - Bästa framförande för Fly för livet
- 1988 - Fotogramas de Plata - Bästa kvinnliga filmskådespelare för Fly för livet och Barrios altos
- 1990 - Fotogramas de Plata - Bästa kvinnliga filmskådespelare för Si te dicen que caí
- 1990 - TP de Oro - Bästa kvinnliga skådespelare för Fly för livet
- 1991 - Filmfestivalen i Berlin - Silverbjörnen - Bästa kvinnliga skådespelare för Amantes
- 1992 - ADIRCAE Award - Bästa kvinnliga skådespelare för Amantes
- 1995 - Ondas - Bästa kvinnliga skådespelare för Nadie hablará de nosotras cuando hayamos muerto
- 1995 - Premio ACE - Bästa kvinnliga skådespelare på film för Kika
- 1995 - Filmfestivalen i San Sebastián - Silversnäckan - Bästa kvinnliga skådespelare för Nadie hablará de nosotras cuando hayamos muerto
- 1996 - Goya - Bästa kvinnliga huvudroll för Nadie hablará de nosotras cuando hayamos muerto
- 1996 - Spanish Actors Union - Award of the Spanish Actors Union - Bästa framförande för Nadie hablará de nosotras cuando hayamos muerto
- 2002 - European Film Awards - Outstanding European Achievement in World Cinema
- 2005 - Spanish Actors Union - Award of the Spanish Actors Union - Bästa kvinnliga biroll för El timo día
- 2006 - Fanatsporto - Regissörernas pris - Bästa kvinnliga skådespelare för Incautos